# 憂鬱な快楽
『憂鬱な快楽』（ゆううつなかいらく）は、FEEL SO BADの4作目のシングル。

## 概要
テレビ朝日系「Mew」エンディング・テーマ。

## 収録曲
全曲　作詞・作曲：川島だりあ・倉田冬樹　編曲：倉田冬樹
1. 憂鬱な快楽
2. 6 Bar Love Song